# Lazy pod Makytou
Lazy pod Makytou (allemand : Laaz, hongrois : Láz) est un village de Slovaquie situé dans la région de Trenčín.

## Histoire
La première mention écrite du village date de 1475.

## Démographie

### Évolution de la population
| Année:               | 1994. | 2004.   | 2014.    | 2024.   |
| -------------------- | ----- | ------- | -------- | ------- |
| Nombre de personnes: | 1455  | 1404    | 1250     | 1224    |
| Différence:          |       | -3,50 % | -10,96 % | -2,08 % |

| Année:               | 2023. | 2024.   |
| -------------------- | ----- | ------- |
| Nombre de personnes: | 1217  | 1224    |
| Différence:          |       | +0,57 % |